# Kremnické Bane
Kremnické Bane este o comună slovacă, aflată în districtul Žiar nad Hronom din regiunea Banská Bystrica, pe malul râului Kremnický Potok⁠(d). Localitatea se află la altitudinea de 784 m deasupra n.m., se întinde pe o suprafață de 7,74 km2 și în 2017 număra 268 de locuitori.

## Istoric
Localitatea Kremnické Bane este atestată documentar din 1361.

## Demografie
| An:                | 1994 | 2004   | 2014   | 2024   |
| ------------------ | ---- | ------ | ------ | ------ |
| Număr de persoane: | 247  | 265    | 268    | 251    |
| Diferență:         |      | +7,28% | +1,13% | −6,34% |

| An:                | 2023 | 2024   |
| ------------------ | ---- | ------ |
| Număr de persoane: | 246  | 251    |
| Diferență:         |      | +2,03% |